# Praça de touros de Azpeitia
A praça de touros de Azpeitia, é um imóvel histórico da cidade de Azpeitia (Espanha), onde se celebram corridas de touros e também outros espectáculos públicos.
A praça de touros está catalogada como praça de terceira categoria. A praça conta com um campo de 36 metros de diâmetro e que tem actualmente 4000 lugares.
O coso, situado na Rua Ibaider Cale, foi inaugurado a 31 de julho de 1903, com uma corrida de touros da ganadaria de Cecilia Montoya, na qual actuou Eduardo Leal "El Llaverito" em substituição de Castor Jaureguibeitia.